# Rechtsgeschichte Belgiens
Die Rechtsgeschichte Belgiens ist seit jeher von Einflüssen der benachbarten Länder geprägt. Seit der Staatsgründung stand das belgische Recht vor allem unter französischem Einfluss. Seit der Wende zum 20. Jahrhundert ist das Recht in den flämischen Landesteilen stattdessen stärker von Niederlanden, Deutschland und dem britisch-amerikanischen common law beeinflusst. In der Rechtsgeschichte Belgiens hat sich daher nie wirklich ein eigenes Recht Belgiens ausgebildet.

## Vorgeschichte bis 1830
Bis 1830 bestand auf dem Gebiet des heutigen Staates Belgien weder ein einheitlicher Staat noch ein einheitliches Rechtssystem. Das geltende Recht bestand aus örtlichem Gewohnheitsrecht. Eine Ausnahme hiervon bildet das Hochstift Lüttich. Gesetzgebung im heutigen Sinne war ein Randphänomen und existierte vorrangig in den Städten. Ab dem 13. Jahrhundert drang auch das ius commune in Form des akademisch rezipierten römischen und kanonischen Rechts weiter vor. Das örtliche Gewohnheitsrecht war demgegenüber kein Objekt wissenschaftlicher Rezeption – nur selten war es überhaupt schriftlich fixiert. Eine der wenigen Sammlungen von Gewohnheitsrecht ist die Somme Rural des Franzosen Jehan Boutillier. Ein gewisses Maß ein Rechtseinheit entstand ab dem 14. Jahrhundert durch die Möglichkeit des recours au chef de sens zu den Obergerichten der jeweiligen Lehnsherrn.
Die politische Union durch die Habsburger seit dem 16. Jahrhundert änderte an der Rechtszersplitterung zunächst nichts. Zwar wuchs die Gesetzgebung bis ins 18. Jahrhundert auf bis zu 50 Erlasse pro Jahr an; da die politische Einheit jedoch nur auf Personalunion gegründet war, beschränkte sich ihre Wirkung i. d. R. auf die jeweilige territoriale Einheit. Die wichtigsten Erlasse dieser Zeit waren das Edictum perpetuum Albrechts und Isabellas von 1611 und die Ordonnance sur le stile criminel vom 9 Jul. 1570. Einer der wichtigsten Strafrechts- und Zivilrechtswissenschaftler des 16. Jahrhunderts war Philip Wielant, der das geltende Recht Flanderns systematisierte. Joos de Damhouder übersetzte seine ursprünglich niederländische Schriften ins Lateinische. Die Erforschung der Gemeinsamkeiten der verschiedenen Rechtsordnungen wurde hauptsächlich von Pierre Goudelin (Petrus Gudelinus), Franciscus Zypaeus und Antonius Anselmo betrieben.
Infolge des Ersten Koalitionskrieges wurden die Österreichischen Niederlande 1795 von Frankreich annektiert und das gesamte französische Recht erlangte Geltung und führte schlagartig zu Rechtseinheit. So galten auch die fünf Napoleonischen Kodifikationen unmittelbar im heutigen Belgien. Nach dem Ende der französischen Herrschaft und der Gründung des Vereinigten Königreiches der Niederlande machte man sich bald daran, den französischen Code civil durch ein eigenes Zivilgesetzbuch zu ersetzen. Nachdem die Differenzen zwischen Norden und Süden 1829 gelöst zu sein schienen, sollte das neue Gesetz zum 1. Februar 1831 in Kraft treten. Die belgische Revolution überholte jedoch die rechtliche Entwicklung: 1830 erklärte sich der südliche Teil des Königreichs für unabhängig: Ein eigener belgischer Staat war gegründet.

## Staatsgründung und französische Beeinflussung
Die neue Verfassung des Staates Belgien trat am 25. Februar 1831 in Kraft. Sie lehnte sich stark an die bestehenden Verfassungssysteme anderer europäischer Staaten an: Etwa 40 % waren der Verfassung des Königreiches der Niederlande entlehnt, 35 % der Charte constitutionnelle in Frankreich von 1814, 10 % der französischen Verfassung von 1791 und etwa 5 % der englischen Verfassungspraxis. Die neue Verfassung galt dennoch als innovativ: Im 19. Jahrhundert diente sie den Verfassungen Spaniens, Griechenlands, Rumäniens und Luxemburgs als Vorbild, im 20. Jahrhundert den Verfassungen Polens, Ungarns und der Tschechoslowakei.
Die Verfassung sah in Art. 139 eigentlich vor, dass die geltenden französischen Codes durch eigene, belgische Gesetze abgelöst werden sollten. Der Mangel an eigener juristischer Tradition verhinderte dies allerdings: Der juristische Hochschulunterricht war unter französischer Herrschaft abgeschafft worden, das Königreich der Niederlande behalf sich deshalb mit deutschen Juristen. Die Revolution verhinderte jedoch weitergehenden deutschen Einfluss nach 1830. 1835 wurde in Brüssel eine zentrale Kommission eingerichtet, die als einzige in ganz Belgien Rechtsdiplome ausstellen durfte. Der Prüfungsstoff war konservativ am französischen Recht ausgerichtet und verhinderte somit juristische Innovationen. Die Rechtssprache blieb französisch: Dies begünstigte den fortwährenden Einfluss der französischen Rechtsprechung und Rechtslehre bei der Auslegung der französischen Codes. Reformen und Veränderungen blieben meist im Anfangsstadium stecken.
1879 beauftragte die Regierung François Laurent mit einem Entwurf für ein neues Zivilgesetzbuch, den er 1883 vorlegte. Ungeachtet seines Ansehens als Doyen der belgischen Rechtslehre verhinderte die stark antikatholische Prägung seines Entwurfs dessen Umsetzung in geltendes Recht. Die neue katholische Regierung beauftragte deshalb 1884 eine Kommission, die allerdings bis zu ihrer Auflösung 1929 keinen Entwurf vorlegen konnte. Immerhin trat 1867 ein neuer Code pénal in Kraft, der jedoch einer Neuauflage des französischen Code pénal entsprach. Im Gebiet des Handelsrechts erzwang die schnelle Industrialisierung in Belgien jedoch neue juristische Lösungen. Ein Import französischen Rechts schied hier schon deshalb aus, weil der Industrialisierungsprozess in Frankreich langsamer voranschritt. Die entstehenden Probleme stellten sich zuerst der Rechtsprechung, die sich mit teilweise bemerkenswerter Kreativität als Motor des juristischen Reformprozesses infolge der Industrialisierung erwies. In den Jahren 1851 bis 1891 folgte der Gesetzgebung der Rechtsprechung und ersetzte schrittweise den gesamten Code de commerce. Ein weiteres wichtiges Reformgebiet war das Sozial- und Arbeitsrecht infolge der ersten Sozialgesetze 1887.
Der französische Einfluss begann mit Beginn des 20. Jahrhunderts zu schwinden, die Rechtskultur sich zu wandeln. Ab 1876 durften die Universitäten selbst Rechtsdiplome ausstellen, wodurch die akademische Freiheit gestärkt wurde. Gegen die bislang vorherrschende exegetische Methode richtete sich die neu aufkommende „wissenschaftliche“ Methode: Nicht nur das Gesetz sei als Rechtsquelle heranzuziehen, sondern auch außerrechtliche und rechtstatsächliche Aspekte. Bedeutendster Vertreter dieser wissenschaftlichen Ausrichtung ist Adolphe Prins. Nach dem Zweiten Weltkrieg entstanden einflussreiche Darstellungen des Zivilrechts in dieser Traditionslinie von Henri de Page und René Dekkers, die bis heute in Gebrauch sind. Insgesamt blieb die exegetische Methode jedoch vorherrschend. Der Einfluss der Rechtsprechung stieg an: Entscheidungen der Cour de cassation haben heute in der Praxis den Rang eines Parlamentsgesetzes. Wichtige Reformen, die den Einfluss des französischen Rechts stark schmälerten, fanden im Familienrecht statt: Das klassisch französisch-patriarchalische System des Code civil gab man zugunsten eines emanzipatorisch-egalitären Systems auf. Das neue System stützte sich vor allem auf rechtshistorische Arbeiten zum Rechtszustand vor den französischen Codes in den südlichen Niederlanden: Dort entdeckte man eine eigene, progressivere, belgische Familienrechtstradition.

## Verselbständigung des Belgischen Rechts
Waren zwischen 1830 und 1890 insgesamt nur 20 rechtswissenschaftliche Schriften in niederländischer Sprache erschienen, änderte sich dies bald infolge der frühen Sprachgesetzgebung: Seit 1898 müssen alle Gesetze in französischer und niederländischer Sprache verkündet werden. Die Tendenz geht dabei deutlich zu zwei eigenständigen Rechtskulturen, die sich durch die Sprachgrenzen definieren. Die französischsprachige Sphäre ist dabei stärker vom französischen Recht, der flämische Teil von den Rechtssystemen in den Niederlanden, Deutschland oder dem common law beeinflusst. Von einem belgischen Recht im eigentlichen Sinne kann deshalb kaum gesprochen werden.
Das allgemeine, nicht auf bestimmte Gruppen von Frauen beschränkte Frauenwahlrecht führte Belgien erst 1948 ein.